# Maman
|  | Denne artikel er oprettet af botten Steenthbot ud fra en ekstern database. Den kan derfor have sproglige fejl eller mangler. Denne skabelon kan fjernes efter kontrol af indholdet. |

Maman er en amerikansk-dansk kortfilm fra 2012 instrueret af Julie Sohi.

## Handling
Iranske Siamak er flov over, at hans far er muslim samt hans mislykkede forsøg på at udfylde tomrummet efter Siamaks mor, der for nylig forlod dem. Da Siamak møder Jonas, en forsømt ung dreng, ændres hans syn på familieforhold.

## Medvirkende
- Ratnesh Dubey, Osman
- Mike Gordiani, Siamak
- Al Nazemian, Toruraj